# Nikki Butterfield
Nikki Butterfield (nacida como Nikki Egyed, Brisbane, 12 de abril de 1982) es una deportista australiana que compitió en triatlón. Ganó una medalla de oro en el Campeonato Mundial por Relevos de 2003.

## Palmarés internacional
| Campeonato Mundial por Relevos | Campeonato Mundial por Relevos | Campeonato Mundial por Relevos | Campeonato Mundial por Relevos |
| Año                            | Lugar                          | Medalla                        | Prueba                         |
| ------------------------------ | ------------------------------ | ------------------------------ | ------------------------------ |
| 2003                           | Tiszaújváros (Hungría)         | Medalla de oro                 | Relevos                        |